# Synagoga w Sławkowie
Synagoga w Sławkowie – synagoga zbudowana w 1896 roku przy ulicy Biskupiej 10 w Sławkowie. Podczas II wojny światowej została zdewastowana przez hitlerowców, którzy następnie urządzili w niej magazyn. Po wojnie obiekt przebudowano na miejski dom kultury.

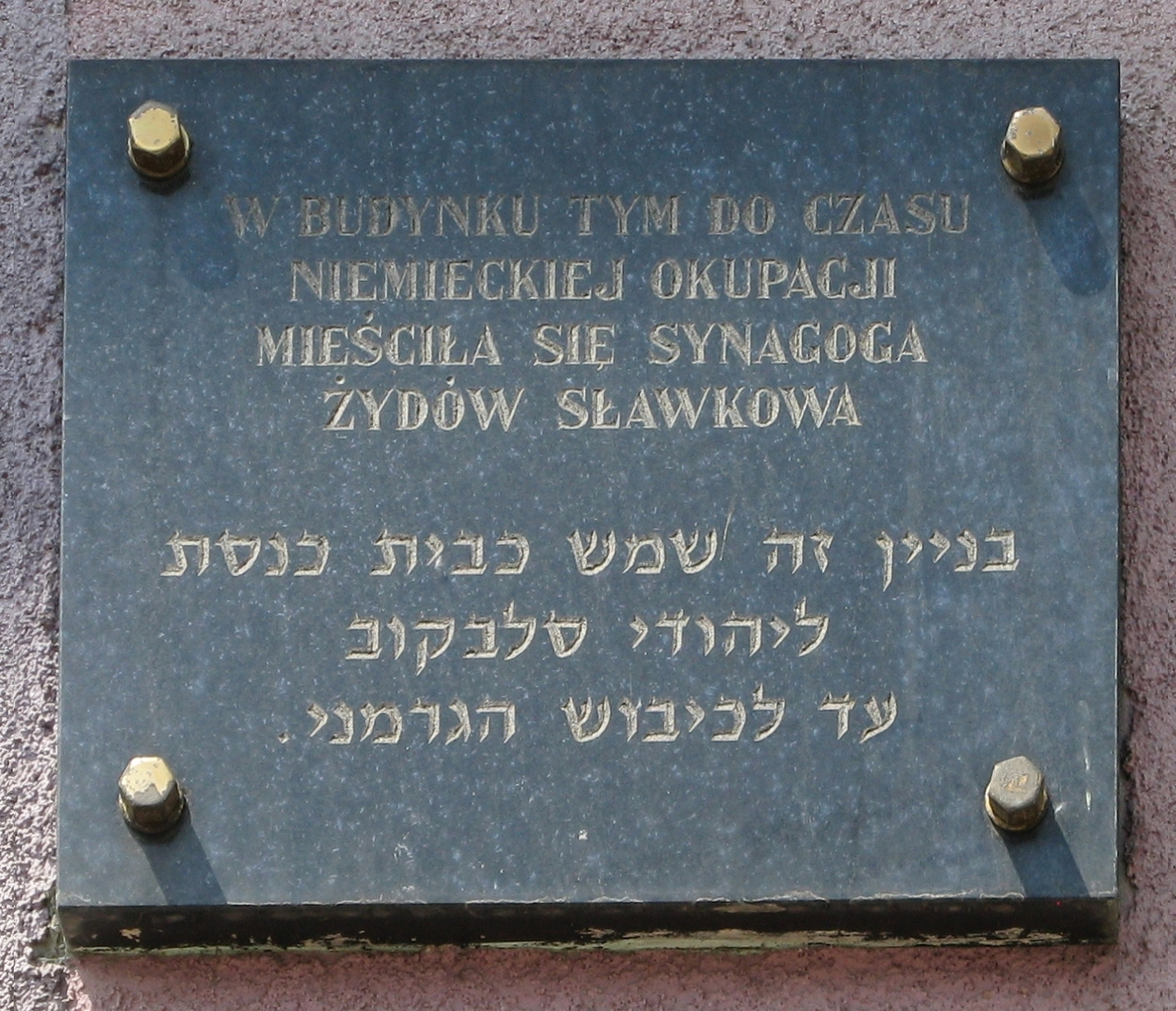
Tablica na ścianie budynku (2018)

Murowany z czerwonej cegły, jednopiętrowy i orientowany budynek synagogi wzniesiono na planie prostokąta. We wschodniej części znajdowała się główna sala modlitw, a w zachodniej przedsionek z kancelarią gminy nad którymi znajdował się babiniec.
Na ścianie synagogi umieszczono tablicę pamiątkową w dwóch językach, polskim i hebrajskim, informująca o pierwotnym przeznaczeniu budynku. Treść brzmi: „W budynku tym do czasu niemieckiej okupacji mieściła się synagoga Żydów Sławkowa”.